# 広内仁
広内 仁 (ひろうち ひとし、1974年 - ) は 日本のジャーナリスト。NHK報道局政治部記者。
兵庫県三田市出身。三田学園、 早稲田大学卒業後、1997年4月 NHK入局。初任地は『NHK横浜放送局』で神奈川県警察本部や司法担当記者を経験。東京本部に移り報道局政治部を経て、渡米。『NHK ワシントン支局』に配属。アメリカ合衆国大統領選挙を中心にアメリカ情勢の取材も担当。帰国後は『NHK福岡放送局』でのデスク等を担当、任期満了後は 再び、報道局政治部記者として、与党担当キャップの記者として活動。2024年4月 田中正良キャスターの後任として、『NHKアメリカ総局』の佐藤真莉子記者、星麻琴アナウンサーととも『ニュースウオッチ9』のメインキャスターに就任。翌2025年春に佐藤が退任、星とのペアとなる。

## 担当番組
- ニュースウオッチ9 (2024年度 - )